# Steele-rapporten
Steele-rapporten är en enmansutredning om kopplingarna och relationerna mellan Donald Trumps presidentvalskampanj å ena sidan och Rysslands regering å den andra sidan. Rapporten skrevs av britten Christopher Steele, som vid tidpunkten arbetade för den Brittiska Säkerhetstjänsten. I rapporten talas det om otillbörliga kontakter med ryssar i höga politiska positioner. Rapporten publicerades i sin helhet i BuzzFeed den 10 januari 2017.
The New York Times rapporterade att de mest anmärkningsvärda delarna av rapporten verkar vara falska och "omöjliga att bevisa", innehållande "rykten och rykten" och möjligen "ryska felinformation".